# Leioproctus joergenseni
Leioproctus joergenseni là một loài Hymenoptera trong họ Colletidae. Loài này được Friese mô tả khoa học năm 1908.